# Eristalinus caudatus
Eristalinus caudatus är en tvåvingeart som först beskrevs av Doesburg 1955.  Eristalinus caudatus ingår i släktet slamflugor, och familjen blomflugor.
Artens utbredningsområde är Kongo. Inga underarter finns listade i Catalogue of Life.